# Exxon Valdez (schip, 1986)

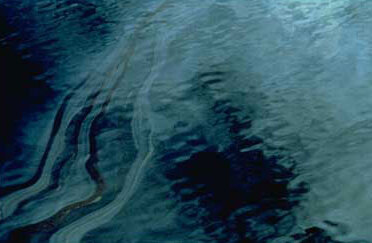
Een laag dikke olie dreef dagenlang op zee

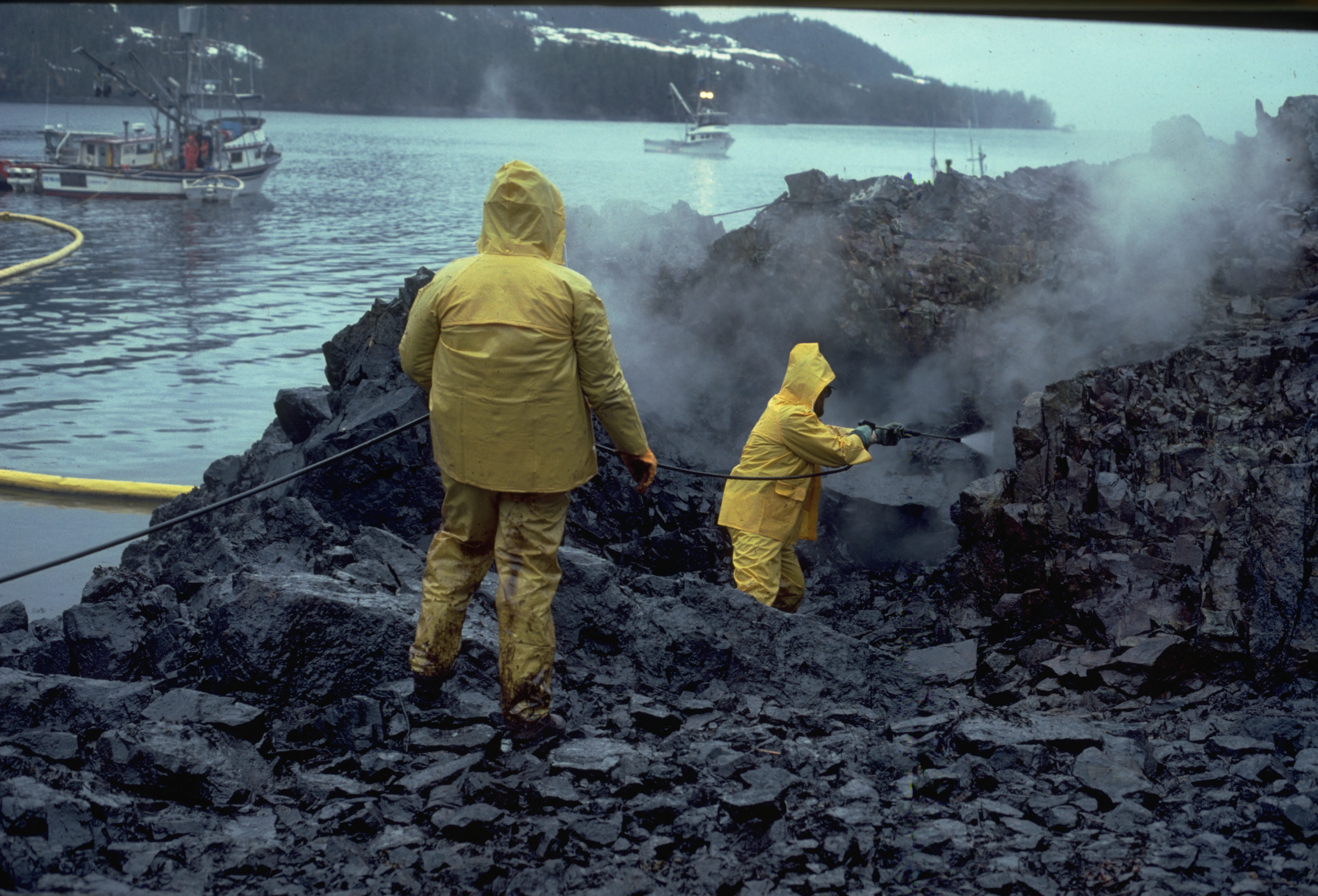
Reinigingswerkzaamheden na de ramp met de Exxon Valdez

De Exxon Valdez was een olietanker, die op 24 maart 1989 een milieuramp veroorzaakte toen zij aan de grond liep bij Bligh Reef.

## De milieuramp
Op 23 maart vertrok de Exxon Valdez voor haar 29e vaart vanaf de Valdez-olieterminal in Valdez, Alaska. De Exxon Valdez was geladen met ruwe olie. Ze voer naar het zuiden door Prince William Sound. Kapitein Joseph Hazelwood liet de kustwacht weten dat ze van koers gingen veranderen om kleine ijsbergen te ontwijken. De kapitein kreeg van de kustwacht toestemming om naar de noordelijke vaarroute te gaan. Vooraleer de kapitein zich in zijn hut terugtrok, gaf hij derde stuurman Gregory Cousins instructies om het schip terug te sturen naar de zuidelijke vaarroute, zodra ze Busby-eiland gepasseerd waren. Niettegenstaande dat Cousins deze instructies aan de roerganger doorgaf, draaide het schip niet snel genoeg en botste het om 00:04 uur op Bligh Reef. Het is onbekend of Cousins de instructies te laat doorgaf, de roerganger de instructies niet of onvoldoende opvolgde of dat er iets mis was met het stuursysteem of de radar van het schip. Tussen de 41 miljoen en 132 miljoen liter (41.000 - 132.000 m³) ruwe olie kwam in de zee terecht, waardoor 1.900 kilometer kustlijn van Alaska verontreinigd raakte, de op een na grootste ecologische ramp uit de Amerikaanse geschiedenis. 580.000 zeevogels, 5.500 otters, talloze robben en zeeleeuwen stierven. De visserij liep enorme schade op.
Na de ramp werd het schip gerepareerd. ExxonMobil verkocht het schip in januari 2008 aan Hong Kong Bloom Shipping dat het verbouwde voor het vervoeren van erts. Het schip kreeg daarna onder andere de naam Dong Fang Ocean en later Oriental Nicety. Op 30 juli 2012 verleende het Indiase Hooggerechtshof toestemming tot de sloop van het schip.
Dertig jaar na de gebeurtenissen leed de plaatselijke bevolking van Cordova en omgeving nog steeds onder de gevolgen van de ecologische ramp.

### Rechtszaken
In 1990 werd de kapitein veroordeeld tot een boete van US$ 50.000 en een werkstraf van 1000 uur. De straf kwam laag uit omdat de jury niet in alle beschuldigingen meeging, zo achtten de leden hem niet schuldig aan het varen onder invloed. Hij werd twee jaar later ook niet veroordeeld voor de olielozing. Omdat partijen in beroep gingen tegen de uitspraak duurde het tot 1999 voor hij begon met zijn werkstraf.

## Trivia
De Exxon Valdez speelde in 1995 de rol van het schip in de film Waterworld.